# Thomas Brumby Johnston
Thomas Brumby Johnston (Perth, 28 de gener de 1814 – Edimburg, 2 de setembre de 1897) va ser un geògraf, gravador, impressor i editor escocès.
Era el fill més petit d'Andrew Johnston i d'Isobel Keith, la filla del propietari del molí paperer Polton.
Va ser educat a diverses escoles privades d'Edimburg. Quan va acabar els seus estudis començà a treballar amb els seus germans William i Alexander Keith a la firma de geògrafs, gravadors i impressors. W. & A. K. Johnston.
Es casà el 1843 amb Jane Riman. El 1849 esdevingué membre de la Societat d'Antiquaris de la qual ocupà la funció de tresorer honorari a partir del 1850 i fins a la seva jubilació. També va ser un dels fundadors de la Societat Fotogràfica d'Escòcia el 1856

## Obres

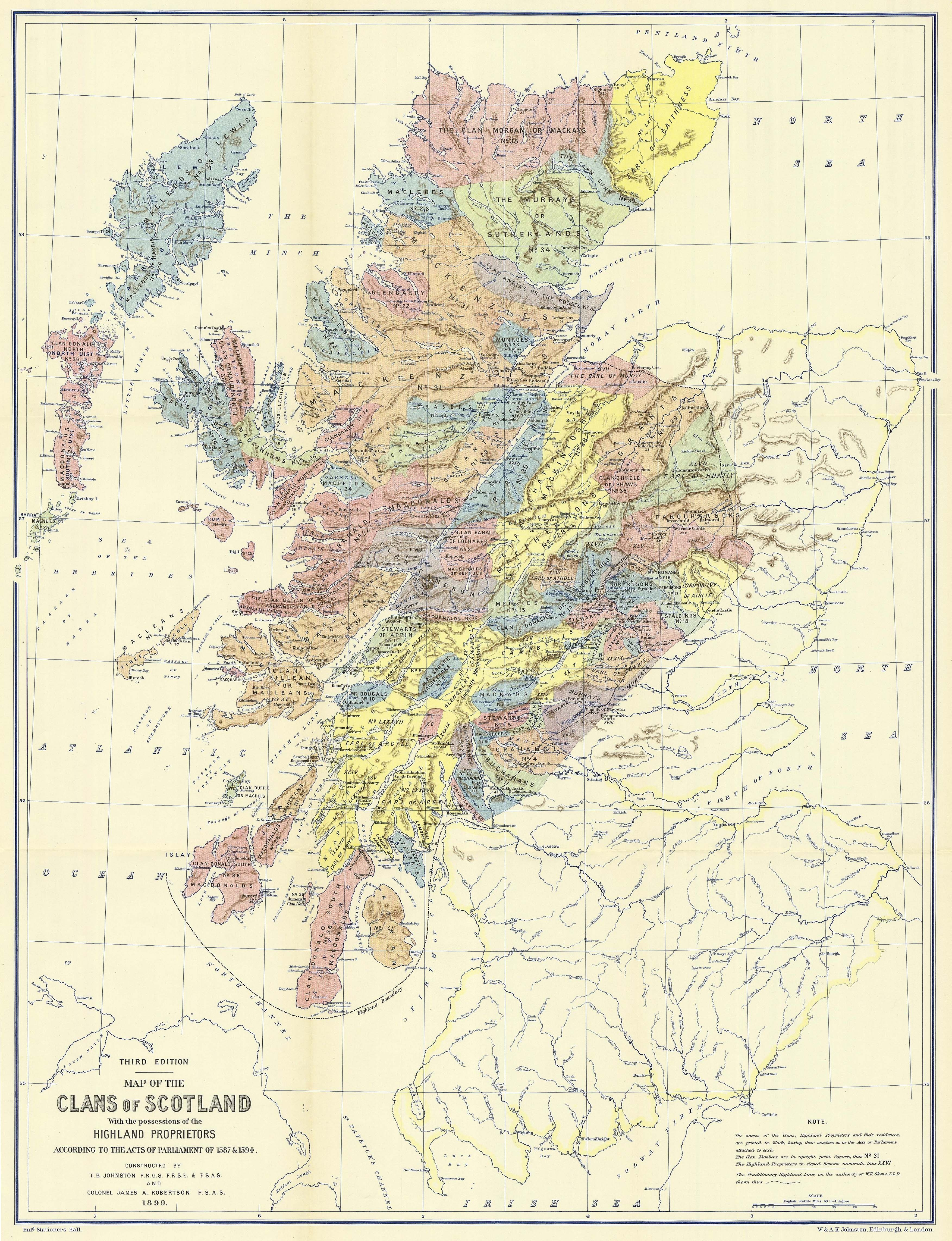
Mapa dels clans d'Escòcia

- Historical geography of the clans of Scotland escrit amb James Alexander Robertson i William Kirk Dickson
- The Law of Literary Criticism as Illustrated by the Athenaeum Libel Case (1875)
- The royal atlas of modern geography escrit amb Alexander Keith Johnston